# Гламповање
Гламповање је портманто израза „гламурозно” и „камповање” који описује стил камповања са аранжманом и, у неким случајевима, услугама ризорта које се обично не повезују са „традиционалним” камповањем. Гламповање је постало посебно популарно код туриста током 21. века који траже луксуз хотелског смештаја уз „ескапизам и авантуристичку рекреацију камповања”.

## Галерија
- Гламперски камп у Холандији
- Гламперска јурта у Уједињеном Краљевству